# Contrat de partenariat
Pour les articles homonymes, voir CDP.
 (septembre 2024).
 (septembre 2014).
Le contrat de partenariat (CDP) est une ancienne forme de marché public en France. Créé en 2004 par ordonnance du gouvernement Raffarin, il est remplacé par le marché de partenariat à la suite de l'entrée en vigueur de l'ordonnance du 23 juillet 2015 relative aux marchés publics. 
L'ordonnance du 23 juillet 2015 pose ainsi un cadre de conduite des opérations en Partenariat public-privé (PPP), soumis à des procédures d'évaluation préalable et de contrôle uniques, regroupant l'ancien contrat de partenariat et divers montages domaniaux. S'il n'est pas la première forme de contrat conduisant à un partenariat, au sens large, entre le public et le privé, l'usage du terme partenariat public-privé pour désigner ces seuls contrats s'est imposé.

## Définition

### Définition juridique
Par une ordonnance du 17 juin 2004, le gouvernement français avait institué un nouveau type de contrat similaire au Private Finance Initiative (en) anglais : le « contrat de partenariat ». Il s'agissait d'un contrat administratif par lequel la personne publique pouvait confier à une entreprise, ou à un groupement d'entreprises, une mission globale relative :
- au financement d’investissements immatériels, d’ouvrages ou d’équipements nécessaires au service public,
- à la construction et à la transformation des ouvrages ou équipements,
- à leur entretien, leur maintenance, leur exploitation ou leur gestion,
- le cas échéant, à d’autres prestations de service concourant à l’exercice par la personne publique de la mission de service public dont elle est chargée.

De manière facultative, tout ou une partie de la conception peut être confiée au partenaire privé.
Dans un objectif de rationalisation et de simplification de la commande publique, le contrat de partenariat a été remplacé par le marché de partenariat, à la suite de l'ordonnance du 23 juillet 2015 relative aux marchés publics. Selon l'article 67 de l'ordonnance du 23 juillet 2015 relative aux marchés publics, un marché de partenariat est "un marché public qui permet de confier à un opérateur économique ou à un groupement d'opérateurs économiques une mission globale ayant pour objet la construction, la transformation, la rénovation, le démantèlement ou la destruction d'ouvrages, d'équipements ou de biens immatériels nécessaires au service public ou à l'exercice d'une mission d'intérêt général ; tout ou partie de leur  financement."

### Les clarifications législatives postérieures à l'ordonnance de 2004
Dans la continuité de l'œuvre législative de 2004, la loi no 2008-735 de 2008 prend toute une série de dispositions à caractère juridique et fiscal qui visent à faciliter le recours aux CP de la part des personnes publiques étatiques ou territoriales tout en levant certaines ambiguïtés sur certains points qui avaient été insuffisamment traités (neutralité fiscale, assouplissement des critères d'éligibilité, utilisation du domaine en partenariat). Le retour d'expérience des premiers CP via la MAPPP (Mission d'appui à la réalisation des contrats de partenariat ) s'est avéré très précieux comme le confirme un des pères de la réforme - Noël de Saint Pulgent, Président de la MAPPP - qui en a rappelé les grands axes.
Compte tenu de la crise financière de 2008, l'outil des CP a été retravaillé sur certains aspects techniques via la loi no 2009-179 du 17 février 2009 pour l'accélération des programmes de construction et d'investissement publics et privés et notamment sous l'angle financier. Les personnes publiques peuvent désormais conclure des contrats de partenariat, contrats globaux par définition, tout en finançant eux-mêmes une partie des équipements dès le départ de l’opération.
L'ordonnance du 23 juillet 2015 relative aux marchés publics et la réforme du droit de la commande publique ont permis de mettre en cohérence le droit français et le droit européen autour de deux notions structurantes : les contrats de concession et les marchés publics, cette catégorie regroupant aujourd'hui les marchés de partenariat. Cette harmonisation était une exigence propre à garantir tant la sécurité juridique des procédures, indispensable pour tous les acteurs de la commande publique, publics comme privés, que la compétitivité du système juridique. En effet, aucune législation spécifique ne s’appliquait jusqu’alors aux contrats de concession de services. L’absence de règles claires et harmonisées créait une insécurité juridique pour les opérateurs économiques comme pour les collectivités publiques. L’instauration d’un régime unique, applicable aux concessions de travaux et de services, permet de sécuriser les relations contractuelles.
Pour mieux apprécier la pertinence du recours à ces contrats complexes, les marchés de partenariat sont désormais soumis à une démarche d'évaluation préalable renforcée. Cette évaluation sera systématiquement soumise à un organisme expert indépendant qui succède à la Mission d'appui aux partenariats public-privé (MAPPP). De même, l'étude de soutenabilité budgétaire, qui détermine si un projet est viable pour les finances de l'acheteur sera également soumise à l'avis des services compétents.

### Historique juridique
Avant cette ordonnance, et pour répondre de toute urgence à des besoins sectoriels, la loi d'orientation et de programmation pour la sécurité intérieure (LOPSI) du 29 août 2002 avait permis à l'État de confier au secteur privé la construction et la maintenance d'immeubles utilisés par la police, la gendarmerie ou la défense nationale. Les secteurs de la Justice et de la Santé ont fait l'objet de lois sectorielles spécifiques avant l'ordonnance générale de 2004 sur les CP.
Le Président de la République, Nicolas Sarkozy, avait souhaité supprimer dès le début de son mandat, par voie législative, les clauses de conditionnalité du CP relatives à l'urgence ou à la complexité imposées par la jurisprudence du Conseil Constitutionnel, la volonté étant d'inscrire le CP dans logique des contrats publics de droit commun à part entière. Une proposition de loi dite « Novelli » déposée au printemps 2007, avait précédé cette demande.
Le projet de loi déposé par le Ministre de l'économie, Christine Lagarde, en février 2008 au Sénat a été discuté d'avril à juillet 2008 pour aboutir à la loi no 2008-735 du 28 juillet 2008 après une censure partielle du Conseil constitutionnel de certaines dispositions le 24 juillet. L'objectif d'assouplissement procédural et de neutralité est globalement atteint pour banaliser cet outil juridique de l'investissement public parmi d'autres (marchés publics ou délégations de service public).
Une seconde loi no 2009-179 du 17 février 2009 pour l'accélération des programmes de construction et d'investissement publics et privés est revenue sur certains aspects du régime financier applicable aux contrats de partenariat pour adapter son régime au contexte de crise financière.
Jusqu'en 2010, les loyers payés par le public n'étaient pas inscrits au bilan : dès lors, les PPP étaient très avantageux sur le plan politique puisqu'ils permettaient à l’État, ou aux collectivités territoriales, de ne pas faire apparaître les dettes dans leur bilan. Un arrêté en date du 16 décembre 2010 est venu rétablir le principe de sincérité budgétaire sur les contrats de partenariat public-privé, en obligeant à assimiler le loyer versé au prestataire privé par la personne publique à un endettement. En effet, il est indiqué que doivent figurer au compte 1675, « les dettes afférentes au contrat de partenariat public-privé lorsqu'à la date de mise en service du bien, la part investissement n'a pas été intégralement versé ». Les collectivités doivent désormais intégrer cet endettement à leur passif. Ce texte rend donc le recours aux contrats de partenariat public-privé beaucoup moins attractif pour financer à crédit les investissements des acteurs publics.

Depuis le 1er janvier 2011, les collectivités locales sont obligées d'inscrire ces loyers à leurs bilans, ainsi que l’État depuis le 1er janvier 2012. Le sénateur UMP Jean Arthuis notait à cet égard : 
«  Ces financements innovants permettent d'échapper à la rigueur budgétaire. Le cumul de ces loyers à payer à très long terme pourrait asphyxier nos finances. »
La réforme du droit de la commande publique en 2015 a permis de mettre en cohérence le droit français et le droit européen autour de deux notions structurantes : les contrats de concession et les marchés publics, cette catégorie regroupant aussi les nouveaux marchés de partenariat qui succèdent aux contrats de partenariat.

### Champ d'application
Le champ d'application du contrat de partenariat était plus large que les formes traditionnelles du PPP. Il s'appliquait notamment à la construction de bâtiments supports de service public. Toutefois, à la suite d'une décision du Conseil constitutionnel, l'ordonnance précisait que « projet concerné devait présenter un caractère d'urgence et, ou de complexité » qui justifie le recours à un partenaire privé.
En outre, l’ordonnance du 17 juin 2004 (art. 2) prévoyait que les CP ne pouvaient être conclus que pour la réalisation de projets pour lesquels une évaluation réalisée par la personne publique démontrait que le CP offrait une solution alternative moins coûteuse et, ou plus avantageuse. Cette évaluation préalable ou analyse comparative avait pour objectif de comparer le coût global pour la personne publique en maîtrise d’ouvrage et en contrat de partenariat, afin de déterminer l’alternative présentant le meilleur couple coût/risque pour la personne publique. À l'image de la Taskforce anglaise, plusieurs missions d'appui ont été créées (MAPPP, MAINH, Mission Partenariats Public-Privé du ministère de la défense (MPPP)), ayant pour objectif d'aider les personnes publiques à la réalisation de l'évaluation préalable ainsi qu'à juger ces évaluations. Toutefois, notamment dans le cas de la MAPP, en potentiel conflit d'intérêts puisque l'un des objectifs qui lui étaient assignés était de faire la promotion des PPP, la phase d'évaluation minimisait les risques, et la soutenabilité budgétaire n'était pas évaluée pour les collectivités locales.
Pour mieux apprécier la pertinence du recours à ces contrats complexes, et à la suite de l'ordonnance du 23 juillet 2015, les nouveaux marchés de partenariat sont désormais soumis à une « démarche d'évaluation préalable renforcée », systématiquement soumise à un organisme expert indépendant qui succède à la Mission d'appui aux partenariats public-privé (MAPPP). De même, une étude de « soutenabilité budgétaire » détermine si un projet est viable pour les finances de l'acheteur, également soumise à l'avis des services compétents. Les textes imposent également aujourd'hui de choisir non pas le moins-disant mais l’offre économiquement la plus avantageuse afin de privilégier la qualité sur le seul coût immédiat. Aussi, l’innovation est prise en compte au niveau du choix des critères d’attribution puisque le décret cite, à titre d’exemple, les critères du « caractère innovant » de l’offre ou des « performances en matière de protection de l’environnement ».

### Spécificités juridiques
Le contrat de partenariat se concluaient pour une période longue, généralement entre 20 et 30 ans, déterminée en fonction de la durée d’amortissement des investissements ou des modalités de financement retenues.
Les contrats de partenariat présentaient des modalités de rémunération originales puisque ces dernières pouvaient :
- être étalées sur la durée du contrat,
- être liées à des objectifs de performances [réf. nécessaire] ou de disponibilité du bien/service,
- intégrer des recettes annexes.

En ne liant pas la rémunération du partenaire privé aux recettes d’exploitation du bien mais à la performance ou à la disponibilité de l’équipement, le Contrat de Partenariat reposait sur une notion de qualité de service ou de performance [réf. nécessaire].

### Différences avec les autres formes de contrats publics
Les contrats de partenariat s'ajoutaient aux deux principaux types de contrats dont disposaient jusque-là les personnes publiques afin de mettre en œuvre la gestion d'un service public :
- le marché public[18], dans lequel l'entreprise privée est un simple fournisseur d'un produit, ou prestataire d'un service, ou encore entreprise réalisant des travaux définis par l'autorité publique,

- la délégation de service public, dans laquelle l'entreprise privée prend en charge et a la responsabilité à ses risques de l'exploitation d'un service public sous le contrôle de l'administration.

À la différence des marchés publics, ces contrats s’étendaient donc sur le long terme. Au contraire des délégations de service public, la rémunération n’est pas substantiellement fondée sur les recettes d’exploitation de l’infrastructure mais elle repose sur des critères de performance/disponibilité d'une installation (le risque de recette n’est donc pas porté par les partenaires privés).
Le caractère dérogatoire au droit de la commande publique de cet instrument constitue également une différence de taille au regard de l'ordonnance de 2004. Tout contrat de partenariat doit être justifié par une évaluation préalable démontrant l’urgence ou la complexité du dossier sous le contrôle du juge administratif.
Concernant l'urgence, celle-ci peut-être définie comme « la nécessité de rattraper un retard particulièrement grave, préjudiciable à l'intérêt général et affectant le bon fonctionnement du service public » visé.
Depuis l'ordonnance du 23 juillet 2015, le contrat de partenariat est devenu marché de partenariat, qui s'intègrent dans le groupe des marchés publics. Le caractère d'urgence ou de complexité a été abandonné dans le cadre de la réforme des marchés publics, les nouveaux marchés publics étant désormais uniquement soumis à une démarche d'évaluation préalable et une étude de soutenabilité budgétaires, destinées à s'assurer de la pertinence du recours au marché de partenariat plutôt qu'à une autre forme de contrat.

### Un début de sectorisation juridique
Les pouvoirs publics ont commencé à édicter un régime juridique complet tant pour les entités étatiques (ministères, établissements publics nationaux) que celles relevant des collectivités locales.
Le secteur hospitalier et de la justice avaient été précurseurs en bénéficiant de lois spécifiques (BEH, BEA, etc.) mais les prochaines opérations de ce secteur devraient rapidement rentrer dans le cadre commun de l'ordonnance du 17 juin 2004.
Le secteur ferroviaire devrait lui aussi bénéficier de ce nouveau type de montage, la loi no 2006-10 du 5 janvier 2006 relative à la sécurité et au développement des transports ayant autorisé Réseau ferré de France (RFF) à recourir au CP pour la réalisation de nouvelles infrastructures.

## Avantages et inconvénients
Cette section est promotionnelle ou publicitaire (septembre 2024). Considérez son contenu avec précaution et/ou discutez-en.

### Avantages
L'avantage procédural du choix d'un CP résulte de l'étude préalable obligatoire qui l'a justifié et qui aboutit à comparer cette formule de projet aux formules d'achats plus classiques (marchés publics, délégations de service public lorsque l'objet du marché le permet, BEA, etc.). Les tenants et aboutissants sont à partir du « choix éclairé des pouvoirs publics » pleinement justifiés et deviendront pour les partenaires du projet un étalon de la performance à démontrer sur le moyen et long termes.
Sur le fond, les avantages de la formule d'un contrat de partenariat tient à sa flexibilité. Ainsi le partenaire privé prend en charge la maîtrise d'ouvrage et le contrat est amené à évoluer au cours des années afin de s'adapter à des changements d'environnement.
En outre, le Contrat de Partenariat se caractérise par un partage des risques entre la personne publique cocontractante et les opérateurs privés. L’objectif est de faire porter le risque par le partenaire le plus à même de l’assumer.
Enfin, le CP apporte une prévisibilité financière alliée à une contractualisation précise pour les différents partenaires. Pour ce faire, les partenaires privés se regroupent au sein d’une Société de Projet (SP) qui portera uniquement le projet. Ce sera donc la SP qui conclura avec la personne publique et assurera la construction et la gestion de l’infrastructure. Pour assurer la construction, la maintenance et l'exploitation du projet, la SP passera des contrats avec des constructeurs, des mainteneurs, des exploitants... . Pour financer la construction, les partenaires privés investissent des fonds propres dans la SP, et dans une plus grande mesure la SP se financera par dette bancaire et/ou obligataire. Une fois l’équipement construit, la SP en assure la gestion (maintenance ou/et exploitation) à long terme contre le versement par le cocontractant public d’un loyer. Ce loyer permet à la SP de rembourser sa dette et de rémunérer ses actionnaires. Ce paiement régulier de la personne publique sur la durée du contrat est sujet à déduction en fonction de la performance ou de la disponibilité du bien.
Le recours à la formule du Contrat de Partenariat doit permettre à la personne publique de tirer profit des compétences du privé et d'une vitesse de réalisation du projet souvent supérieure. Ainsi, en intégrant dans une procédure unique des contrats normalement séparés et en se basant sur l’expertise du secteur privé, le CP doit permettre :
- le respect des délais et des coûts,
- des économies d’échelles,
- une meilleure gestion à terme de l’équipement avec des coûts de maintenance intégrés.

Pour le public - et donc le contribuable -, les CP ont l'avantage de lui permettre de ne pas avancer de frais avant livraison du produit achevé.

### Inconvénients et risques
En revanche, le coût financier est plus élevé dans la mesure où l'État et les collectivités empruntent à des taux préférentiels par rapport au privé. Par ailleurs, le fait sus-mentionné que jusqu'en 2011-2012 les loyers à verser n'étaient pas inscrits au bilan permettaient au public de passer sous silence des dépenses très importantes.

#### Transfert de risques
Par ce type de procédures, inscrites désormais dans un cadre juridique précis, la personne publique transfère au partenaire privé un certain nombre de risques mettant en jeu l'intérêt même de la collectivité : qualité et niveau du service attendu par exemple, exigences de maintenance, économies d'énergie, pollution et nuisances sonores, évaluation des coûts de fonctionnement...

#### Garantir l'intérêt public
Le risque majeur de ne pas atteindre l'objectif initial de la collectivité est lié à l'écart potentiel des intérêts qui animent les deux partenaires public et privé. Cependant, les objectifs peuvent et doivent être contractualisés : en appliquant des pénalités financières au partenaire privé s'il ne les respecte pas, il est possible de s'affranchir de ce risque. Mais la bonne évaluation par les pouvoirs publics d'un projet en partenariat dépend de la compétence de ceux-ci, et de leurs experts, ainsi que de la qualité de leur vision prospective. Cette évaluation préliminaire est primordiale car - par définition - un Contrat en Partenariat ne peut être rompu unilatéralement par la collectivité. Or celle-ci s'engage souvent sur de longues périodes.

#### Après la période d'exécution du contrat
Le deuxième risque du CP porte sur le fait que, pendant la période d'exécution du contrat de partenariat, notamment en phase d'exploitation et de maintenance, le savoir-faire et les moyens de la collectivité seront irrémédiablement diminués du fait du transfert vers le secteur privé. Se posera alors le problème de la qualité de la gestion et de l'exploitation de l'ouvrage lorsque, à la fin du CP, celui-ci reviendra à la collectivité.

## Réalisations
Cette section est promotionnelle ou publicitaire (septembre 2024). Considérez son contenu avec précaution et/ou discutez-en.

### Premières opérations
Si les projets d'Auvers-sur-Oise et de l'hôpital des Quinze-Vingt demeurent historiquement les premiers signés, leur montage juridico-financier dérivent des standards des Contrats de Partenariat. Le programme pénitentiaire (3 lots de prisons ; lot 1 remporté par Eiffage, lot 2 par Bouygues et le 3e lot en cours d'attribution) et les diverses « réalisations d'hôpitaux » (CHU de Caen par Bouygues, CH Sud Francilien par Eiffage, etc.) ont posé les premiers jalons des futurs contrats de partenariat même s'ils ont été réalisés dans des cadres juridiques différents.
La rénovation de l'INSEP (Institut national du sport, de l'expertise et de la performance) apparaît comme l'opération emblématique de CP car il s'agit du premier véritable contrat d'envergure, signé en plus avec l'État. Ce projet portait sur le financement, la conception, la réhabilitation, l’exploitation technique, la maintenance et la gestion partielle des bâtiments existants et des espaces extérieurs situés dans la partie nord de l’INSEP. Par un avis d'appel public à la concurrence publié au JOUE et au BOAMP le 20 juillet 2005, le Ministère de la Jeunesse, des Sports et de la Vie associative a lancé une procédure de dialogue compétitif qui a abouti fin 2006 à l'attribution du projet à une filiale de Vinci.
À partir des années 2010 en France, le marché de partenariat se concentre autour des projets suivants :
- rénovation d'éclairage public (Ville de Rouen, Agglomération de Boulogne/Sèvres),
- routiers (RN88, Rocade Avignon, Rocade Marseille, Boulevard périphérique nord-lyonnais),
- ferroviaires (GSM-R, Contournement de Nîmes et de Montpellier),
- fluviaux (Canal Seine-Nord),
- de rénovation de bâtiments publics civils (Rénovation du parc universitaire) ou militaires (Rénovation et exploitation du Centre National des Sports de la Défense, Réhabilitation et construction de résidences étudiantes au profit de l'institut Supérieur de l'Aéronautique et de l'Espace),
- d'équipements militaires (achat d'heures de vol d'hélicoptères au profit de l'école d'application de l'aviation légère de l'armée de terre de Dax).

### Bilan provisoire
Le bilan global des CP tient en cette évaluation rapportée par Hervé Novelli, secrétaire d'État chargé des Entreprises et du Commerce lors d'un colloque de décembre 2007, qui qualifie le recours au contrat de partenariat comme étant « assez timoré ». En effet, le décollage est extrêmement lent, signe de la prudence des responsables publics surtout nationaux à la différence des collectivités qui semblent plus prêtes à l'expérimentation.
Pour expliquer ce bilan, la ministre Christine Lagarde a évoqué au Sénat le 1er avril 2008 lors de la présentation du projet de loi modifiant le régime des CP, leur régime dérogatoire qui confine à leur raréfaction :"Comment expliquer cet engouement relativement faible pour ce nouveau mode de commande publique ? C'est que, tout simplement, les partenariats public-privé ayant été conçus comme une voie d'exception, il y a été recouru de manière exceptionnelle. Les conditions légales pour emprunter cette voie sont très restrictives : il convient de prouver l'urgence ou la complexité du projet. De plus, dans ces deux cas, le recours au contrat de partenariat est pénalisé, en l'état actuel des choses, par un régime juridique et fiscal plus contraignant que celui qui est en vigueur pour les modes de passation de la commande publique traditionnels. Par conséquent, dans la mesure où les partenariats public-privé sont plus difficiles à établir, plus coûteux sur le plan fiscal et plus restrictifs en matière de voies de recours, il n'est pas tout à fait surprenant qu'ils soient utilisés de manière exceptionnelle". La réforme de 2008 puis le soutien public au financement des CP en 2009 par le biais d'une circulaire est un premier signe de la banalisation des contrats de partenariat.
Selon un dernier bilan en février 2010, sur les 327 projets lancés, seuls 57 contrats ont été signés, dont les trois quarts par des collectivités locales surtout dans le secteur de l'éclairage public. Une majorité de projets sont inférieurs à 30 M€.
Pour les gros projets, un rapport remis le 20 juillet 2010 au Ministre de l'Économie relatif au refinancement des PPP confirme l'intérêt des montages de refinancement attendus des acteurs privés dans un contexte de crise du financement et de bancabilité prudente.
Si la montée en puissance des CP est indéniable, leur poids financier (3 milliards d'euros d'investissement en 2010) reste réduit au regard des 100 milliards de commande publique annuelle. François Bergère, directeur de la MAPPP (Mission d'appui aux PPP), indique ainsi que les CP ont représenté en 2011 6 milliards d'euros, sur 90 milliards d'euros d'investissement public annuel. En tout, la MAPPP a recensé, en 5 ans d'activité, 118 contrats de partenariat, pour un montant de 11,8 milliards d'euros, dont 28 conclus par l'État, le reste étant conclu par les collectivités territoriales. Les cinq plus gros projets sont :
- la ligne à grande vitesse (LGV) Sud Europe Atlantique Tours Bordeaux, consortium dirigé par Vinci ; 7,8 milliards d'euros, dont la moitié financée par l'État et les collectivités territoriales. Vinci bénéficie en outre de la garantie de l'État pour son prêt à 1,5 milliard d'euros, « ce qui apparente cette concession à un contrat de partenariat » selon Le Monde[12] ; la société de projet est toutefois en conflit avec la SNCF, client final, d'une part parce que les coûts de construction ont explosé, d'autre part car la SNCF prévoit de réduire le nombre de trains y circulant[26] ;
- le LGV Bretagne-Pays de la Loire, réalisé par Eiffage ; 3,4 milliards d'euros[12],
- le contournement ferroviaire de Nîmes et de Montpellier, remporté par Bouygues, 1,8 milliard d'euros[12],
- le canal Seine-Nord (coût prévu de 4,3 milliards d'euros), non encore conclu et dont la signature n'est pas assurée en raison de la crise[12],
- l'Hexagone Balard ou « Pentagone à la française » (3,5 milliards d'euros, pour un loyer de 130 millions par an pendant 27 ans, attribué au groupement Opale, mené par Bouygues)[12].

Ajoutons à ceux-ci, travaux en cours ou livrés à fin février 2017 :
- la cité judiciaire de Paris, construite par Bouygues pour 2,4 milliards d'euros et un loyer d'environ 90 millions d'euros par an pendant 27 ans,[26]
- le Centre pénitentiaire de Lille-Annœullin, construit par Bouygues pour 70 millions d'euros et un loyer d'environ 15 millions d'euros par an pendant 27 ans pour cet établissement pénitentiaire de 688 places,[26]
- les portiques écotaxe, construits par Écomouv' ; le PPP a été conclu en 2007, et la rupture du contrat devrait aboutir à une indemnisation de l'ordre du milliard d'euros[26],
- le centre hospitalier sud francilien ; le PPP a été conclu avec Eiffage, le chantier lancé en 2005, aurait dû voir l'État payer un loyer de 43 millions d'euros par an jusqu'en 2041 ; mais le PPP a été résilié, et Eiffage aura droit à plusieurs dizaines de millions d'euros d'indemnités[26].

Les plus gros contrats (plus de 40 millions d'euros) passés depuis 2006 ont été remportés par Vinci (près de la moitié en valeur); Eiffage (21 %) et Bouygues (21 %), trois firmes ayant remporté 90 % de ces « méga-contrats. » GDF-Suez, EDF et Veolia sont également très présents sur les CP concernant l'énergie. Cette prédominance de quelques groupes s'explique notamment par le montant des études de marché devant être engagées avant de postuler, celui-ci pouvant aller jusqu'à 15  à   20 millions d'euros pour l'Hexagone Balard, ce qui nécessite un capital de base déjà très élevé.